# Танвалд
Танвалд (чеш. Tanvald) град је у Чешкој Републици. Град се налази у управној јединици Либеречки крај, у оквиру којег припада округу Јаблонец на Ниси.

## Становништво
Према подацима о броју становника из 2014. године град је имао 6.622 становника.